# Bled for Days
«Bled for Days» — третий сингл метал-группы Static-X с дебютного альбома Wisconsin Death Trip, который был выпущен 23 марта 1999 года на лейбле Warner Bros Records.

## Клип
Клип на песню «Bled for Days» был записан на одном из первых концертов Static-X в поддержку дебютного альбома Wisconsin Death Trip и смикширован с альбомной версией песни. В первом документальном видео группы, которое называется Where the Hell Are We and What Day Is It... This Is Static-X есть другая версия этого клипа. В отличие от официального клипа, альтернативная версия представляет собой концертное видео, со вставками документального видео.

## Саундтреки
Песня «Bled for Days» звучит в таких фильмах как Универсальный солдат 2: Возвращение и Невеста Чаки.

## Сингл
| №  | Название        | Длительность |
| -- | --------------- | ------------ |
| 1. | «Bled for Days» | 3:45         |

## Чарты
| Чарт (1999)                             | Позиция |
| --------------------------------------- | ------- |
| US Billboard Hot Mainstream Rock Tracks | 36      |